# Ammophilomima occlusa
Ammophilomima occlusa là một loài ruồi trong họ Asilidae. Ammophilomima occlusa được Meijere miêu tả năm 1914.